# Bunkerschiff

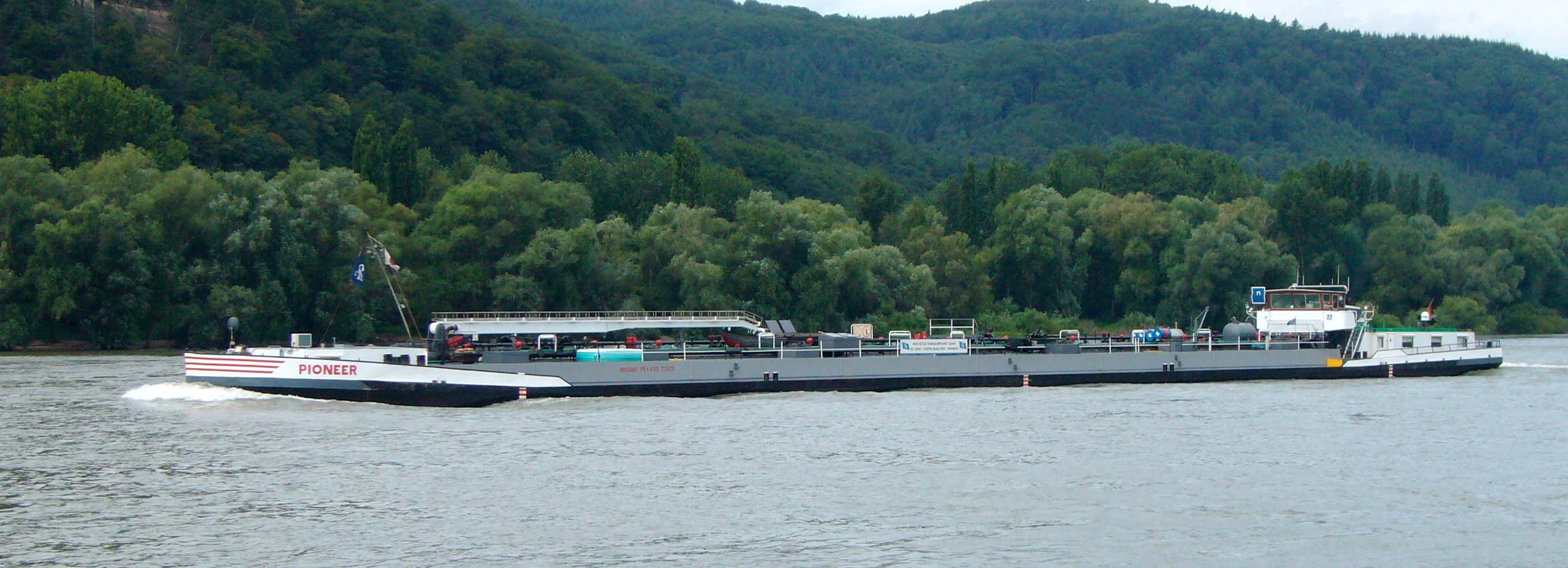
Tankschiff Pioneer, Bunkermast auf dem Vorschiff

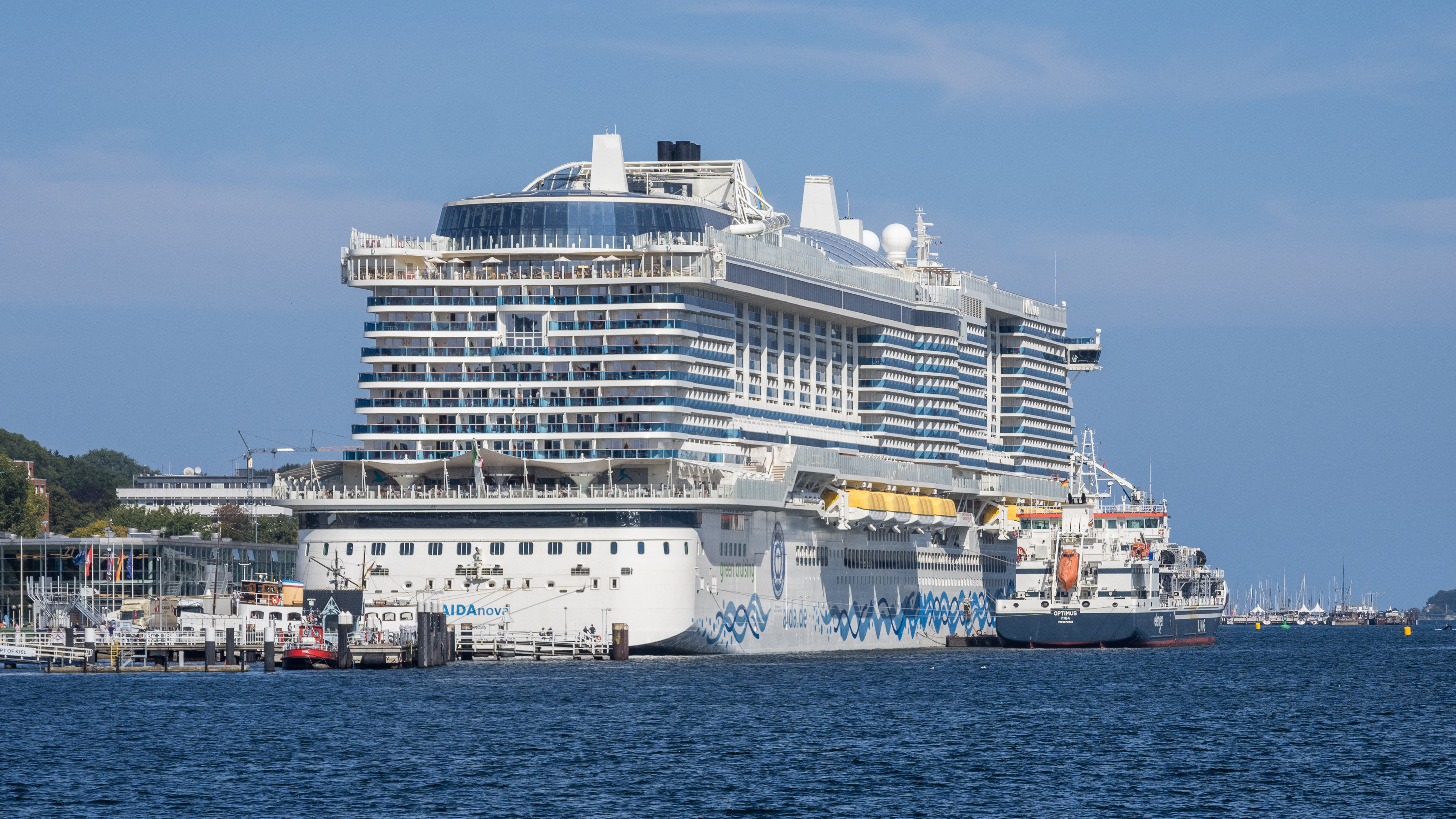
Bunkerschiff "Optimus" längsseits an der "AIDAnova"

Bunkerschiffe, in der Seeschifffahrt auch Bunkerboot, Bunkerbarge oder Tankboot genannt, sind Schiffe, die andere Schiffe mit Brennstoff oder Schmieröl versorgen. Den Vorgang nennt man bunkern.

## Seeschifffahrt
Seeschiffe im Hafen oder auf der Reede, die Wasser, Treib- oder Schmierstoffe benötigen,  werden während der Lade- oder Wartezeiten vom längsseits liegenden Bunkerschiff mit pumpfähigen Brennstoffen versorgt. Sie brauchen die benötigten Brennstoffe dann nicht an gesonderten Liegeplätzen aufzunehmen und sparen Zeit.
Bunkerschiffe, die Seeschiffe bebunkern, sind mit einem hydraulisch betätigten Bunkermast mit bis zu 35 Meter Höhe ausgerüstet, um den Höhenunterschied zwischen den Schiffen bewältigen zu können. Das Bunkerschiff pumpt die Flüssigkeit(en) über Schläuche in den Bunker des zu versorgenden Schiffes. Da die meisten Bunkerschiffe auch das zähflüssige Schweröl für die Versorgung von Seeschiffen transportieren, verfügen sie über eine Heizanlage zum Warmhalten der Ladung.

## Binnenschifffahrt
Für die Versorgung der Binnenschiffe fahren auf allen Binnenwasserstraßen Bunkerboote, die neben Kraftstoff auch Schmieröl, Trinkwasser, Schmierfette und Hydrauliköl an Bord haben. Außerdem gibt es noch feste Bunkerstationen, bei denen man auch Verbrauchsmaterial für den Schiffsbetrieb, Lebensmittel und Getränke kaufen kann.

## Beispiele von Bunkerschiffen
Eines der größten Bunkerschiffe ist das Tankschiff VT Vorstenbosch mit einem Ladevermögen von 13.331 Tonnen. 2013 wurde mit der Seagas das erste Bunkerschiff für Flüssigerdgas (LNG) in Betrieb genommen, 2019 wurde im Hamburger Hafen mit der Kairos ein LNG-Bunkerschiff in Dienst gestellt.

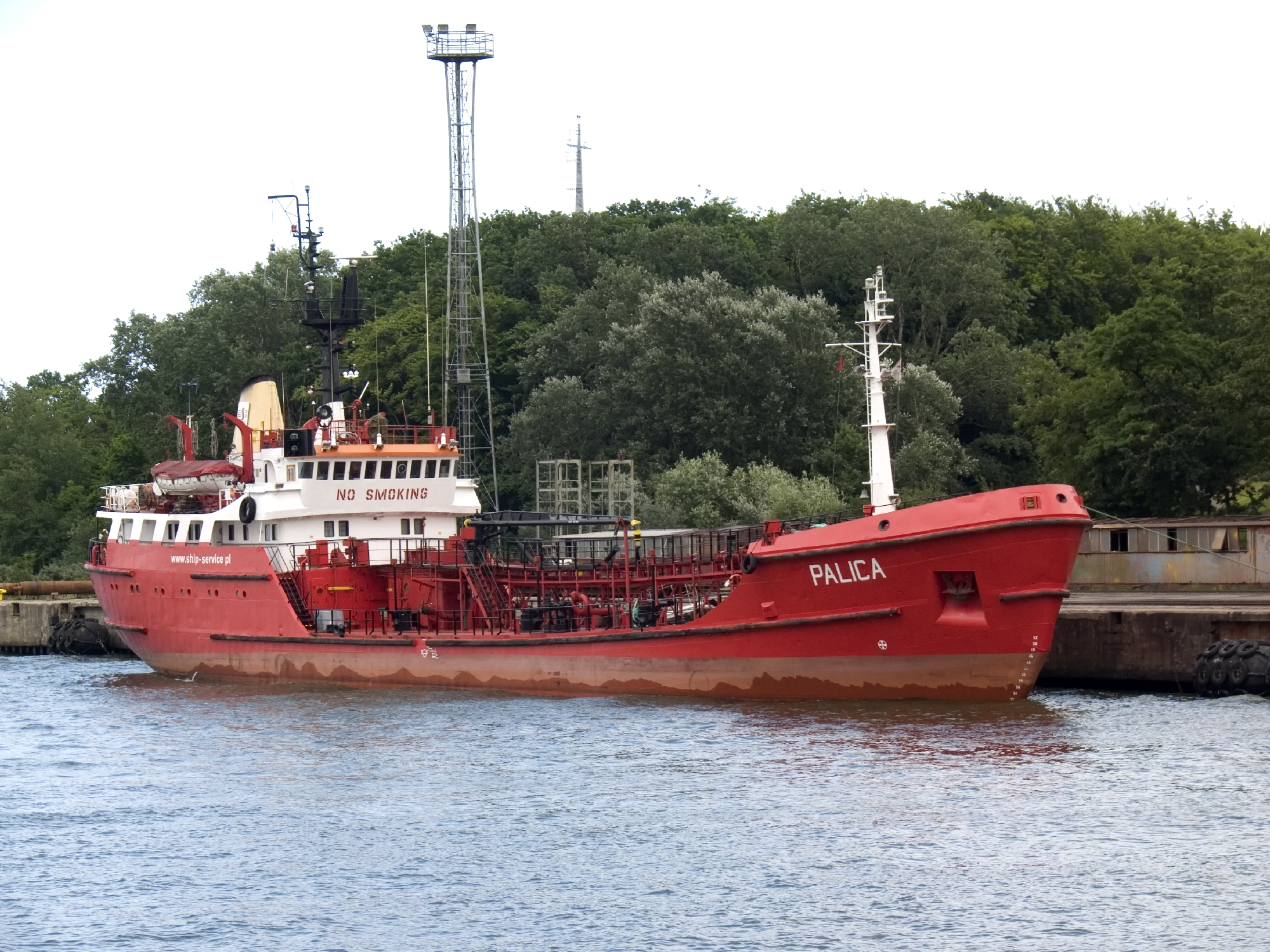
Produktentanker Palica des Typs ZB-1300
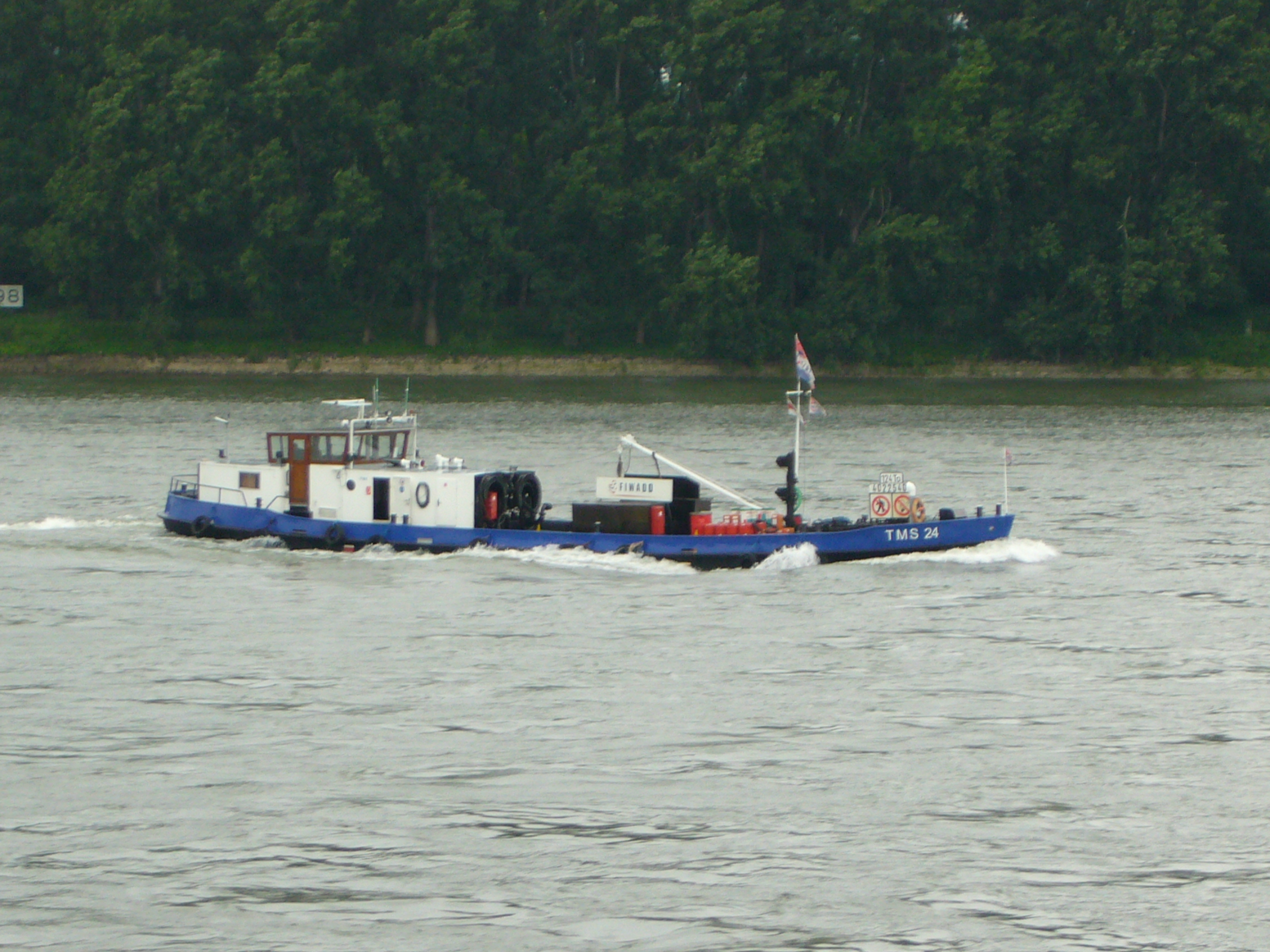
Bunkerboot auf dem Rhein
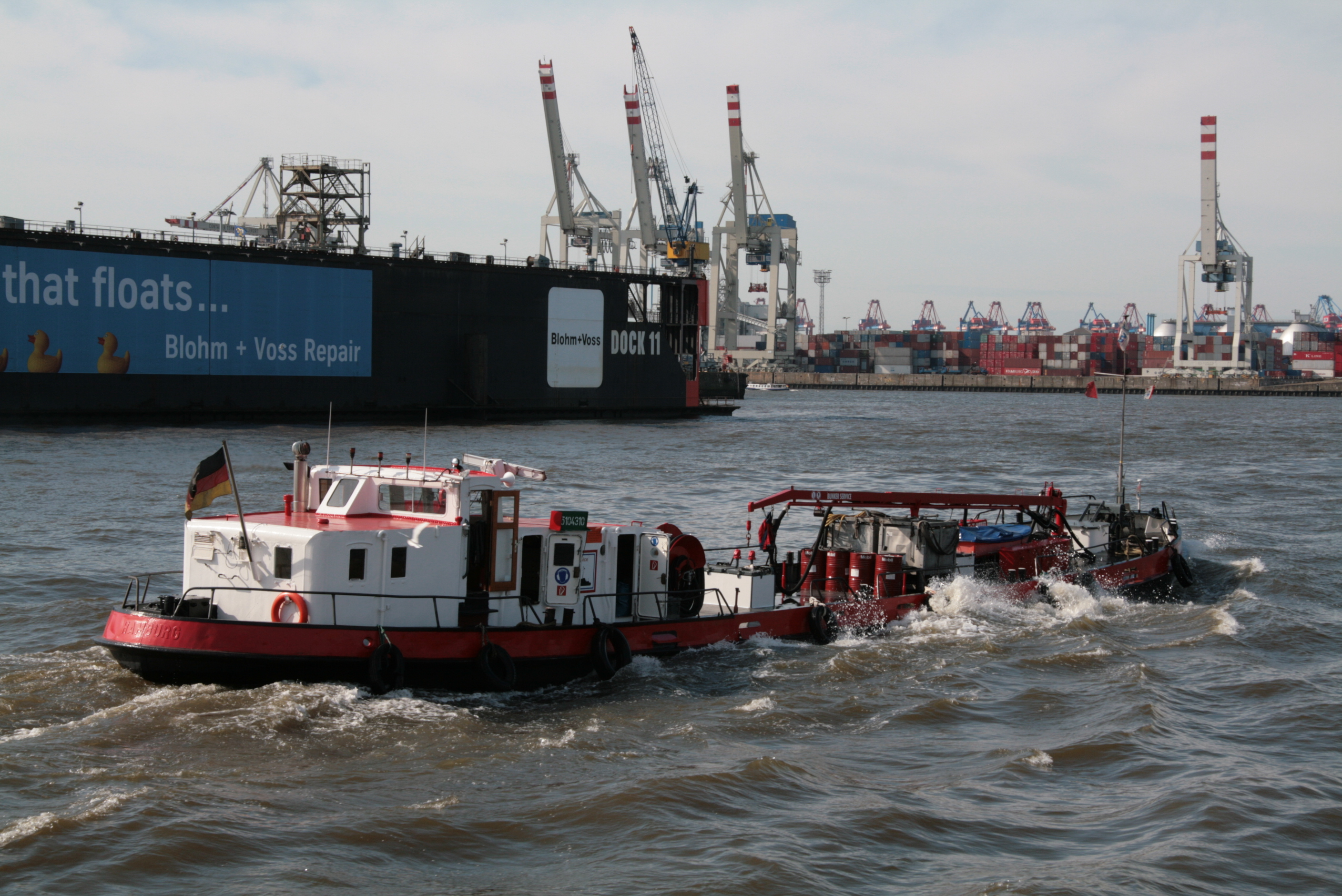
Bunkerschiff im Hamburger Hafen
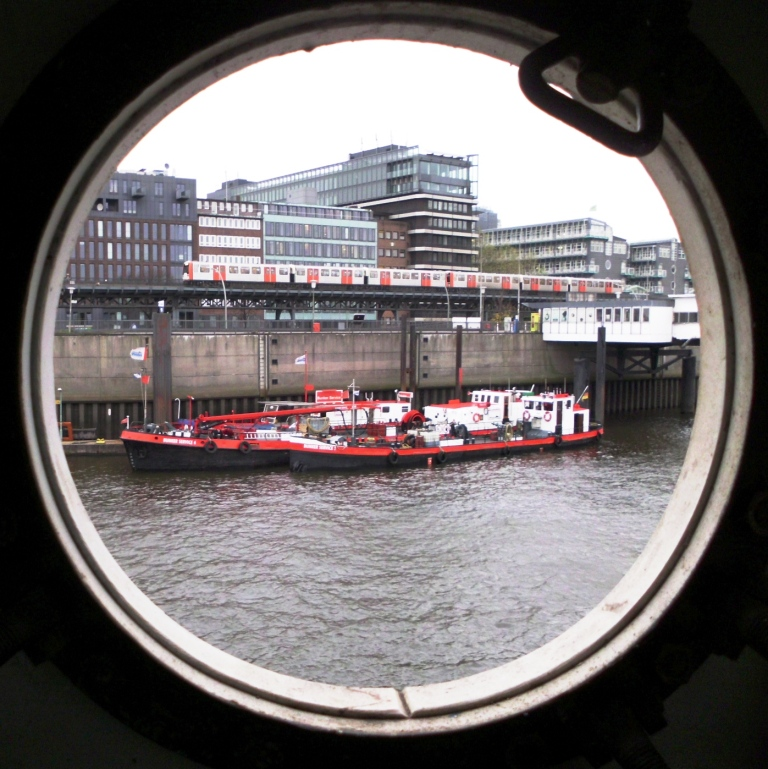
Station von Bunkerbooten im Hamburger Hafen
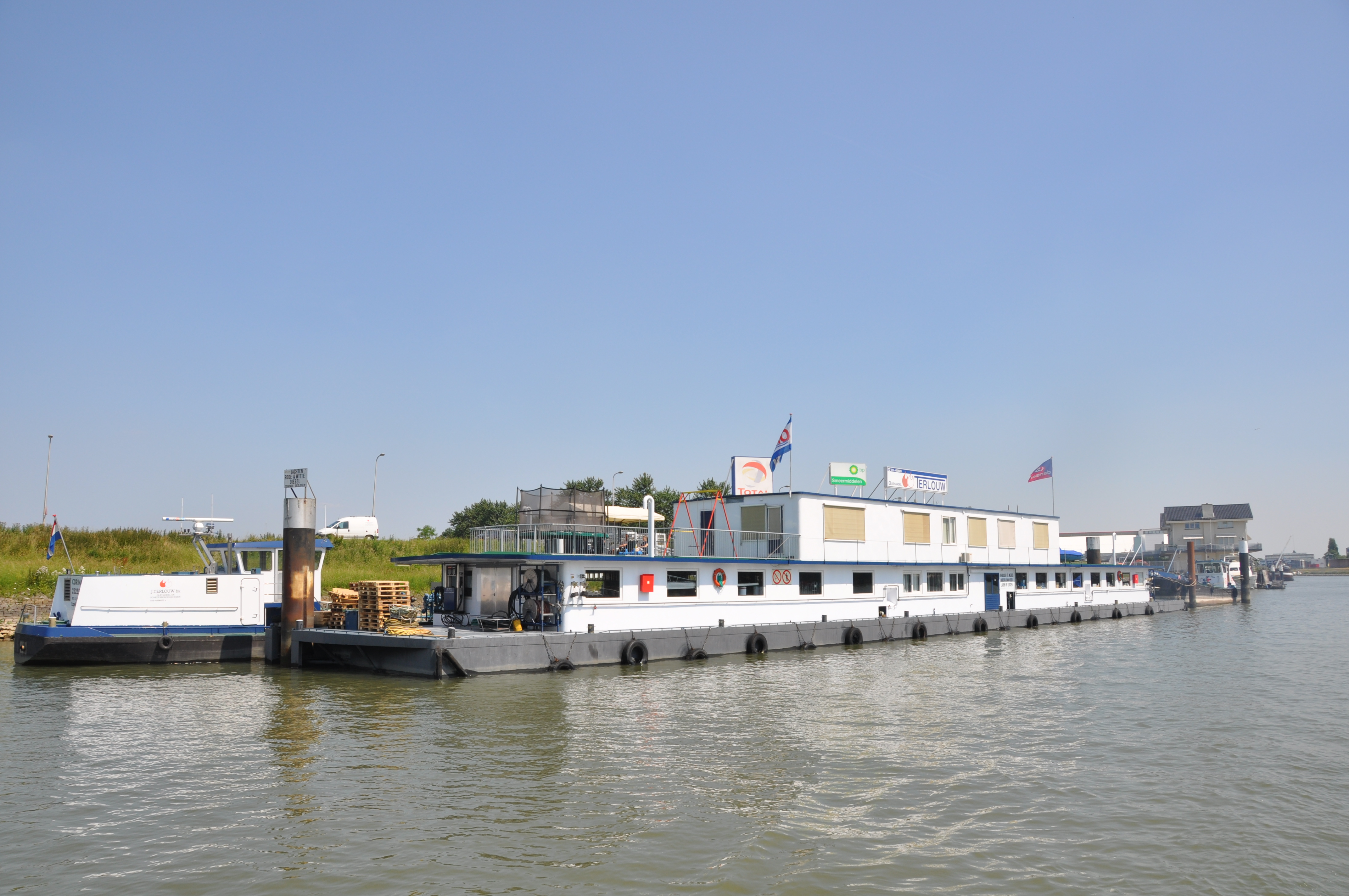
Bunkerstation in den Niederlanden
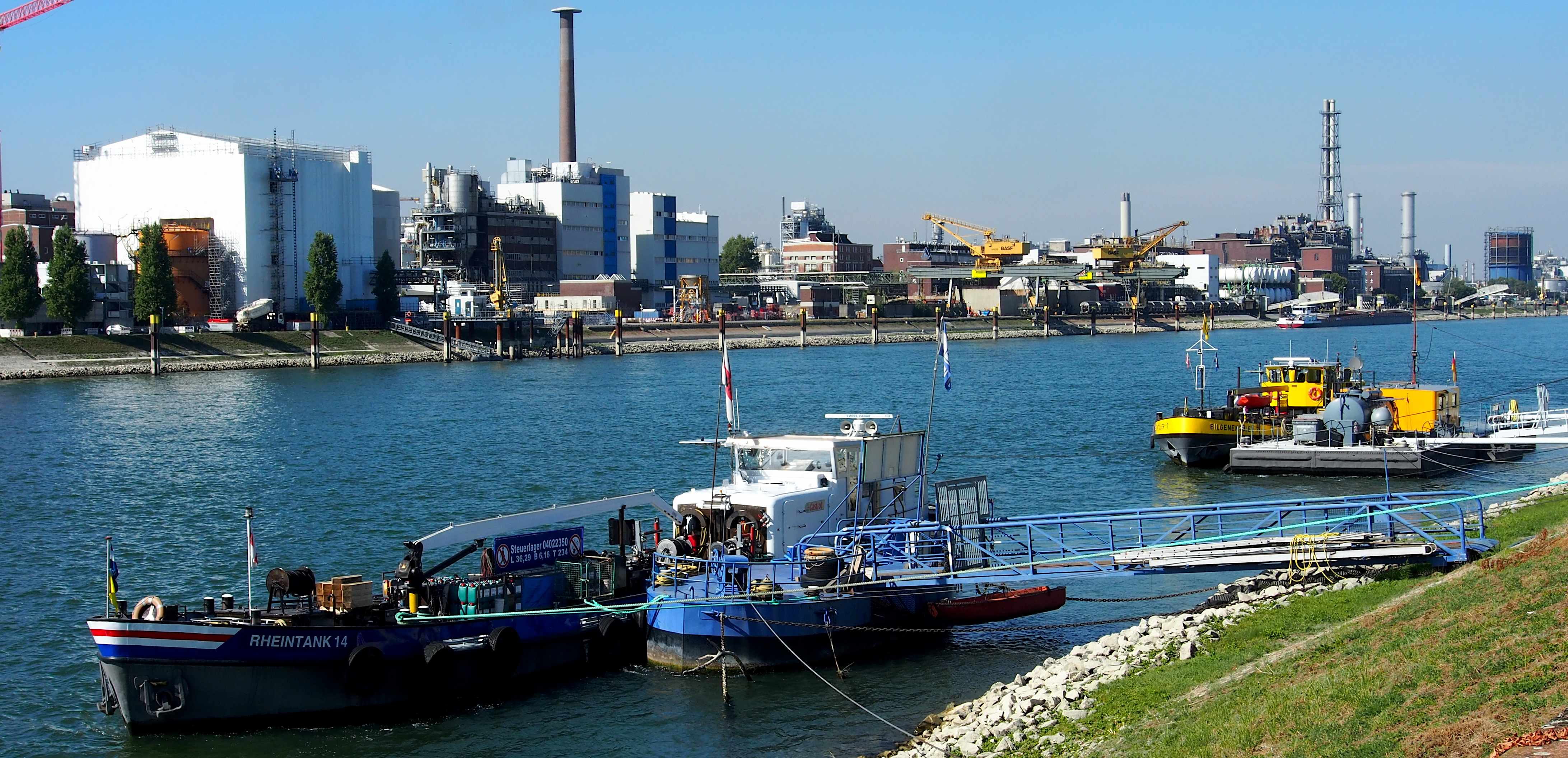
Rheintank 14 und Bilgenentöler 7